# PWG World Tag Team Championship
El PWG World Tag Team Championship fue un título mundial por parejas perteneciente a la empresa Pro Wrestling Guerrilla, que debutó el 25 de enero de 2004 en el torneo Tango & Cash Invitational, donde B-Boy y Homicide se coronaron primeros campeones por pareja de PWG. El título se llamaba PWG Tag Team Championship hasta su tour por Europa, donde fue cambiado por PWG World Tag Team Championship. Ha habido un total de 27 reinados, con 25 luchadores distintos y 20 diferentes equipos. Los títulos fueron desactivados el 11 de noviembre de 2023.

## Historia
El 25 de enero de 2004, Pro Wrestling Guerrilla debutó su versión de un campeonato por parejas, que se llamó PWG Tag Team Championship. B-Boy y Homicide ganaron un torneo de dos noches llamado Tango & Cash Invitational para convertirse en los primeros campeones por parejas de PWG.
El campeonato fue defendido por primera vez fuera de los Estados Unidos el 18 de febrero de 2006, cuando los entonces campeones Davey Richards y Super Dragon derrotaron a Cape Fear (El Genérico y Quicksilver) en Essen, Alemania, en PWG's European Vacation - Germany. Tras este evento, y otro celebrado en Inglaterra, el campeonato se renombró PWG World Tag Team Championship.  El campeonato cambió de manos fuera de Estados Unidos el 27 de octubre de 2007 en PWG's European Vacation II - England, cuando los entonces campeones Kevin Steen y El Genérico fueron derrotados por Davey Richards y Super Dragon en Portsmouth, Inglaterra.

## Nombres
| Nombre                          | Años                                           |
| ------------------------------- | ---------------------------------------------- |
| PWG Tag Team Championship       | 24 de enero de 2004 — 1 de febrero de 2006     |
| PWG World Tag Team Championship | 1 de febrero de 2006 — 11 de noviembre de 2023 |

## Campeones
El Campeonato Mundial en Parejas de PWG es uno de los dos campeonatos en parejas creados por la PWG, y fue establecido en 24 de enero de 2004. Los campeones inaugurales fueron B-Boy & Homicide, quienes derrotaron a The American Dragon & Super Dragon en la final de un torneo para convertirse en los primeros campeones en Tango & Cash Invitational Night Two, y desde entonces ha habido 27 distintos equipos y 38 luchadores campeones oficiales, repartidos en 36 reinados en total.
El reinado más largo en la historia del título le pertenece a The Young Bucks (Matt Jackson & Nick Jackson), quienes mantuvieron el campeonato por 631 días entre 2015 y 2017. Por otro lado, el equipo con el reinado más corto le pertenece a Beaver Boys, Monster Mafia, Unbreakable F'n Machines, con solo menos de un día. Aquel reinado es el más corto en la historia del campeonato.
En cuanto a los días en total como campeones (un acumulado entre la suma de todos los días de los reinados individuales de cada luchador), The Young Bucks (Matt Jackson & Nick Jackson) — posee el primer lugar, con 2053 días como campeones en cuatro reinados. Les siguen Arrogance — Chris Bosh & Scott Lost — (412 días en dos reinados), ¡Peligro Abejas! — El Generico & Paul London — (335 días en su único reinado), Davey Richards & Super Dragon (323 días en dos reinados), y World's Cutest Tag Team — Candice LeRae & Joey Ryan — (299 días en su único reinados).  En cuanto a los días en total como campeones, de manera individual, Matt Jackson & Nick Jackson poseen el primer lugar con 2053 días entre sus cuatro reinados como campeón. Le siguen El Generico — (637 días en sus cinco reinados), Super Dragon — (609 días en sus seis reinados), y Scott Lost (578 días en sus cinco reinados). En cuanto al peso de los campeones, Jeff Cobb es el más pesado con 119 kilogramos, mientras que Candice LeRae son los más livianos con 50 kilogramos.
Por último, The Young Bucks es el equipo con más reinados con cuatro. Individualmente, Super Dragon es el luchador con más reinados con seis.

### Lista de campeones
|    | Luchadores                                                         | N.º | Fecha                    | Días | Show o evento                                                 | Notas y referencias |
| -- | ------------------------------------------------------------------ | --- | ------------------------ | ---- | ------------------------------------------------------------- | --- |
| 1  | B-Boy (1) & Homicide (1)                                           | 1   | 24 de enero de 2004      | 28   | Tango & Cash Invitational Night Two                           | Derrotaron a The American Dragon & Super Dragon para determinar a los primeros campeones.                                                                    |
| 2  | The X–Foundation (Joey Ryan (1) & Scott Lost (1))                  | 1   | 22 de febrero de 2004    | 34   | Taste The Radness!                                            | |
| 3  | Chris Bosh (1) & Quicksilver (1)                                   | 1   | 27 de marzo de 2004      | 21   | Kee_ The _ee Out Of Our _ool!                                 | |
| 4  | SBS (Excalibur (1) & Super Dragon (1))                             | 1   | 17 de abril de 2004      | 63   | PWG The Musical                                               | |
| 5  | The X–Foundation (Joey Ryan (2) & Scott Lost (2))                  | 2   | 19 de junio de 2004      | 112  | Rocktoberfest                                                 | |
| 6  | Arrogance (Chris Bosh (2) & Scott Lost (3))                        | 1   | 9 de octubre de 2004     | 273  | Use Your Illusion III                                         | |
| 7  | The Aerial Xpress (Quicksilver (2) & Scorpio Sky (1))              | 1   | 9 de julio de 2005       | 1    | 2nd Annual PWG Bicentennial Birthday Extravaganza – Night One | |
| —  | Vacante                                                            | N/A | 10 de julio de 2005      | -    | N/A                                                           | Debido al retiro de Scorpio. |
| 8  | 2 Skinny Black Guys (El Genérico (1) & Human Tornado (1))          | 1   | 6 de agosto de 2005      | 56   | Zombies (Shouldn't Run)                                       | Derrotaron a Arrogance (Chris Bosh & Scott Lost) por los títulos vacantes.                                                                                   |
| 9  | Davey Richards (1) & Super Dragon (2)                              | 1   | 1 de octubre de 2005     | 231  | After School Special                                          | El PWG Tag Team Championship se renombró como PWG World Tag Team Championship durante la gira European Vacation por Inglaterra y Alemania en verano de 2006. |
| 10 | Arrogance (Chris Bosh (2) & Scott Lost (3))                        | 2   | 20 de mayo de 2006       | 139  | Enchantment Under the Sea                                     | |
| 11 | B-Boy (2) & Super Dragon (3)                                       | 1   | 6 de octubre de 2006     | 42   | Self–Titled                                                   | |
| 12 | Davey Richards (2) & Roderick Strong (1)                           | 1   | 17 de noviembre de 2006  | 1    | All Star Weekend IV – Night One                               | |
| 13 | B-Boy (3) & Super Dragon (4)                                       | 2   | 18 de noviembre de 2006  | 14   | All Star Weekend IV – Night Two                               | |
| 14 | Cape Fear (El Generico (2) & Quicksilver (3))                      | 1   | 2 de diciembre de 2006   | 98   | Passive Hostility                                             | |
| —  | Vacante                                                            | N/A | 10 de marzo de 2007      | -    | N/A                                                           | Debido a una lesión de Quicksilver. |
| 15 | Pac (1) & Roderick Strong (2)                                      | 1   | 20 de mayo de 2007       | 70   | Dynamite Duumvirate Tag Team Title Tournament                 | Derrotaron a The Briscoe Brothers (Jay & Mark Briscoe) en la final de un torneo.                                                                             |
| 16 | El Genérico (3) & Kevin Steen (1)                                  | 1   | 29 de julio de 2007      | 90   | Giant–Size Annual #4                                          | |
| 17 | Davey Richards (3) & Super Dragon (5)                              | 2   | 27 de octubre de 2007    | 92   | European Vacation II – England                                | |
| —  | Vacante                                                            | N/A | 27 de enero de 2008      | -    | N/A                                                           | Debido a que no los defendieron en tres ocasiones ante The Dynasty.                                                                                          |
| 18 | The Dynasty (Joey Ryan (3) & Scott Lost (5))                       | 3   | 27 de enero de 2008      | 54   | Pearl Habra                                                   | Fueron otorgados por la empresa. Antes The X–Foundation. |
| 19 | El Genérico (4) & Kevin Steen (2)                                  | 2   | 21 de agosto de 2008     | 58   | 1.21 Gigawatts                                                | |
| 20 | Jack Evans (1) & Roderick Strong (3)                               | 1   | 18 de mayo de 2008       | 49   | Dynamite Duumvirate Tag Team Title Tournament – Night 2       | |
| 21 | The Age of the Fall (Jimmy Jacobs (1) & Tyler Black (1))           | 1   | 6 de julio de 2008       | 56   | Life During Wartime                                           | |
| 22 | The Young Bucks (Matt Jackson (1) & Nick Jackson (1))              | 1   | 31 de agosto de 2008     | 616  | All-Star Weekend VII – Night Two                              | |
| 23 | ¡Peligro Abejas! (El Genérico (5) & Paul London (1))               | 1   | 9 de mayo de 2010        | 335  | DDT4                                                          | |
| 24 | The Young Bucks (Matt Jackson (2) & Nick Jackson (2))              | 2   | 9 de abril de 2011       | 245  | Card Subject to Change III                                    | |
| 25 | Appetite for Destruction (Kevin Steen (3) & Super Dragon (6))      | 1   | 10 de diciembre de 2011  | 167  | Fear                                                          | |
| —  | Vacante                                                            | N/A | 25 de mayo de 2012       | -    | N/A                                                           | Debido a una rotura de talón de Dragon. |
| 26 | Super Smash Brothers (Player Uno (1) & Stupefied (1))              | 1   | 25 de mayo de 2012       | 231  | Death to All But Metal                                        | Derrotaron a The Young Bucks (Matt Jackson & Nick Jackson) por los títulos vacantes.                                                                         |
| 27 | The Unbreakable F'n Machines (Brian Cage (1) & Michael Elgin (1))  | 1   | 11 de enero de 2013      | 0    | DDT4                                                          | |
| 28 | The Young Bucks (Matt Jackson (3) & Nick Jackson (3))              | 3   | 11 de enero de 2013      | 562  | DDT4                                                          | |
| 29 | World's Cutest Tag Team (Candice LeRae (1) & Joey Ryan (4))        | 1   | 27 de julio de 2014      | 299  | Eleven                                                        | |
| 30 | Monster Mafia (Ethan Page (1) & Josh Alexander (1))                | 1   | 22 de mayo de 2015       | 0    | DDT4                                                          | |
| 31 | The Beaver Boys (Alex Reynolds (1) & John Silver (1))              | 1   | 22 de mayo de 2015       | 0    | DDT4                                                          | |
| 32 | Andrew Everett (1) & Trevor Lee (1)                                | 1   | 22 de mayo de 2015       | 35   | DDT4                                                          | |
| 33 | The Young Bucks (Matt Jackson (4) & Nick Jackson (4))              | 4   | 26 de junio de 2015      | 631  | Mystery Vortex III: Rock & Shock the Nation                   | |
| 34 | Lucha Brothers (Penta el Zero M (1) & Rey Fenix (1)                | 1   | 18 de marzo de 2017      | 216  | Nice Boys (Don't Play Rock 'n Roll)                           | |
| 35 | Chosen Bros (Matt Riddle (1) & Jeff Cobb (1))                      | 1   | 20 de octubre de 2017    | 182  | All Star Weekend 13 Night 1                                   | |
| 36 | The Rascalz (Dezmond Xavier (1) & Zachary Wentz (1))               | 1   | 20 de abril de 2018      | 1255 | All Star Weekend 14 Night 1                                   | Este es el reinado más largo de la historia. |
| —  | Vacante                                                            | N/A | 26 de septiembre de 2020 | -    | N/A                                                           | Debido a que Wentz y Xavier firmaron con la WWE. |
| 37 | The Kings of the Black Throne (Brody King (1) & Malakai Black (1)) | 1   | 26 de septiembre de 2021 | 776  | Threemendous VI                                               | Derrotaron a Black Taurus y Demonic Flamita por los títulos vacantes.                                                                                        |
| —  | Desactivado                                                        | N/A | 11 de noviembre de 2023  | —    | —                                                             | — |

### Total de días con el título

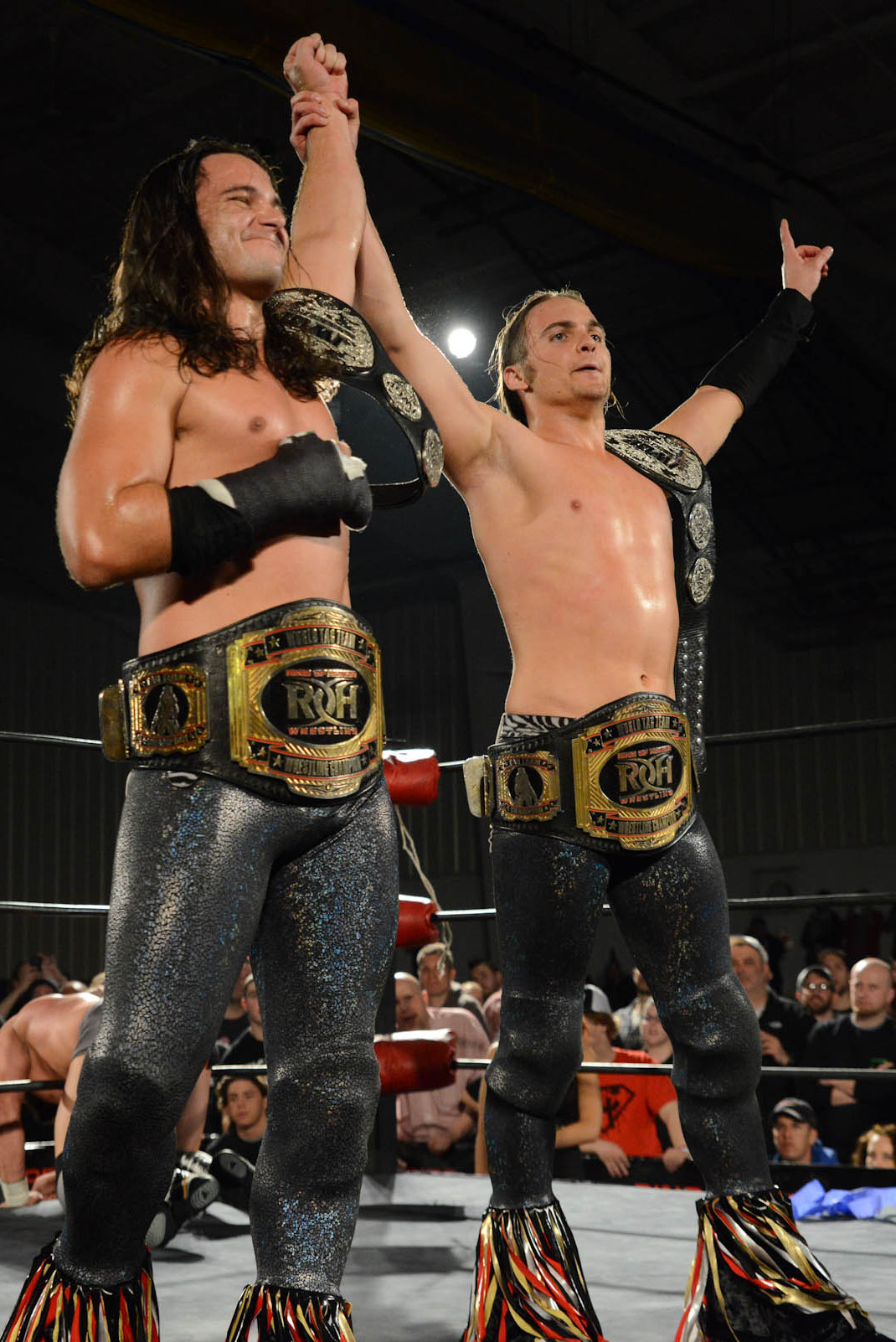
The Young Bunks poseen un total de 4 reinados.

La siguiente lista muestra el total de días que un equipo o un luchador ha poseído el campeonato, si se suman todos los reinados que posee.

#### Por equipos
| N.º | Campeones                                                  | Reinados | Total de días |
| --- | ---------------------------------------------------------- | -------- | ------------- |
| 1   | The Young Bucks (Matt Jackson & Nick Jackson)              | 4        | 2053          |
| 2   | The Rascalz (Dezmond Xavier & Zachary Wentz)               | 1        | 1255          |
| 3   | The Kings of the Black Throne (Brody King & Malakai Black) | 1        | 776           |
| 4   | Arrogance (Chris Bosh & Scott Lost)                        | 2        | 412           |
| 5   | ¡Peligro Abejas! (El Generico & Paul London)               | 1        | 335           |
| 6   | Davey Richards & Super Dragon                              | 2        | 323           |
| 7   | World's Cutest Tag Team (Candice LeRae & Joey Ryan)        | 1        | 299           |
| 8   | Super Smash Brothers (Player Uno & Stupefied)              | 1        | 232           |
| 9   | Lucha Brothers (Penta el Zero M & Rey Fenix)               | 1        | 216           |
| 10  | The Chosen Bros (Jeff Cobb & Matt Riddle)                  | 1        | 182           |
| 11  | Appetite for Destruction (Kevin Steen & Super Dragon)      | 1        | 167           |
| 12  | The X–Foundation/The Dynasty (Joey Ryan & Scott Lost)      | 3        | 165           |
| 13  | El Genérico & Kevin Steen                                  | 2        | 148           |
| 14  | Cape Fear (El Generico & Quicksilver)                      | 1        | 98            |
| 15  | Pac & Roderick Strong                                      | 1        | 71            |
| 16  | SBS (Excalibur & Super Dragon)                             | 1        | 63            |
| 17  | B-Boy & Super Dragon                                       | 1        | 56            |
| 17  | 2 Skinny Black Guys (El Generico & Human Tornado)          | 1        | 56            |
| 17  | The Age of the Fall (Jimmy Jacobs & Tyler Black)           | 1        | 56            |
| 20  | Jack Evans & Roderick Strong                               | 1        | 49            |
| 21  | Andrew Everett & Trevor Lee                                | 1        | 35            |
| 22  | B-Boy & Homicide                                           | 1        | 28            |
| 23  | Chris Bosh & Quicksilver                                   | 1        | 21            |
| 24  | Davey Richards & Roderick Strong                           | 1        | 1             |
| 24  | The Aerial Xpress (Quicksilver & Scorpio Sky)              | 1        | 1             |
| 25  | The Beaver Boys (Alex Reynolds & John Silver)              | 1        | <1            |
| 25  | Monster Mafia (Ethan Page & Josh Alexander)                | 1        | <1            |
| 25  | Unbreakable F'n Machines (Brian Cage & Michael Elgin)      | 1        | <1            |

#### Por luchador
| N.º | Campeones       | Reinados | Total de días |
| --- | --------------- | -------- | ------------- |
| 1   | Matt Jackson    | 4        | 2053          |
| 1   | Nick Jackson    | 4        | 2053          |
| 3   | Dezmond Xavier  | 1        | 1255          |
| 3   | Zachary Wentz   | 1        | 1255          |
| 5   | Brody King      | 1        | 776           |
| 5   | Malakai Black   | 1        | 776           |
| 7   | El Generico     | 5        | 637           |
| 8   | Super Dragon    | 6        | 609           |
| 9   | Scott Lost      | 5        | 578           |
| 10  | Joey Ryan       | 4        | 464           |
| 11  | Chris Bosh      | 3        | 433           |
| 12  | Paul London     | 1        | 335           |
| 13  | Davey Richards  | 3        | 324           |
| 14  | Kevin Steen     | 3        | 315           |
| 15  | Candice LeRae   | 1        | 299           |
| 16  | Player Uno      | 1        | 232           |
| 16  | Stupefied       | 1        | 232           |
| 18  | Penta el Zero M | 1        | 216           |
| 18  | Rey Fenix       | 1        | 216           |
| 20  | Jeff Cobb       | 1        | 182           |
| 20  | Matt Riddle     | 1        | 182           |
| 22  | Roderick Strong | 3        | 121           |
| 23  | Quicksilver     | 3        | 120           |
| 24  | B-Boy           | 3        | 84            |
| 25  | Pac             | 1        | 71            |
| 26  | Excalibur       | 1        | 63            |
| 27  | Human Tornado   | 1        | 56            |
| 27  | Jimmy Jacobs    | 1        | 56            |
| 27  | Tyler Black     | 1        | 56            |
| 30  | Jack Evans      | 1        | 49            |
| 31  | Andrew Everett  | 1        | 35            |
| 31  | Trevor Lee      | 1        | 35            |
| 33  | Homicide        | 1        | 28            |
| 34  | Scorpio Sky     | 1        | 1             |
| 35  | Alex Reynolds   | 1        | <1            |
| 35  | Brian Cage      | 1        | <1            |
| 35  | Ethan Page      | 1        | <1            |
| 35  | John Silver     | 1        | <1            |
| 35  | Josh Alexander  | 1        | <1            |
| 35  | Michael Elgin   | 1        | <1            |

### Mayor cantidad de reinados

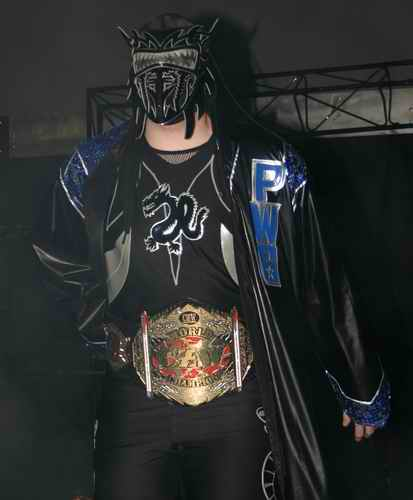
Super Dragon, seis veces campeón por parejas.

#### Por equipo
| Reinados | Luchador (es)                                              |
| -------- | ---------------------------------------------------------- |
| 4 veces  | The Young Bucks                                            |
| 3 veces  | The X–Foundation/The Dynasty                               |
| 2 veces  | Kevin Steen & El Generico, Arrogance, B-Boy & Super Dragon |

#### Por luchador
| Reinados | Luchador (es)                                                                |
| -------- | ---------------------------------------------------------------------------- |
| 6 veces  | Super Dragon                                                                 |
| 5 veces  | Scott Lost, El Generico                                                      |
| 4 veces  | Joey Ryan, Matt Jackson, Nick Jackson                                        |
| 3 veces  | Chris Bosh, Kevin Steen, Davey Richards, Roderick Strong, Quicksilver, B-Boy |